# Frédéric de Palatinat-Deux-Ponts
Frédéric de Deux-Ponts (allemand : Friedrich von Pfalz-Zweibrücken-Veldenz) (5 avril 1616 - 9 juillet 1661) est comte palatin de Palatinat-Deux-Ponts de 1635 à 1661.

## Biographie
Frédéric né à Deux-Ponts en 1616 est le fils ainé de Jean II de Deux-Ponts et de sa seconde épouse Louise-Julienne de Palatinat-Simmern (1594–1640), fille de l'Électeur-Palatin Frédéric IV du Palatinat. Il succède à son père en 1635. Pendant son règne le Palatinat-Deux-Ponts est ravagé lors des combats de la guerre de Trente Ans. La population du duché est décimée par rapport au début du siècle et de nombreux château sont détruits. Il passe une partie de son règne sans résidence fixe avant de se fixer pour quelques années en 1650 au château de Kirkel après sa reconstruction. Il tente jusqu'à sa mort de restaurer son duché. Frédéric meurt au château de Veldenz en 1661 sans héritier mâle et il est inhumé dans l'église Saint-Alexandre de Deux-Ponts. La lignée ainée de Deux-Ponts de la maison de Wittelsbach se trouve éteinte et Palatinat-Deux-Ponts revient à son cousin Frédéric-Louis de Deux-Ponts fils de Frédéric Casimir de Deux-Ponts-Landsberg.

## Mariage et descendance
Frédéric épouse le 6 avril 1640 à Metz Anne-Julienne de Nassau-Sarrebruck (bg) (1617–1667), fille du comte Guillaume de Nassau-Sarrebruck, qui lui donne dix enfants.
- Guillaume Louis (1641–1642)
- Élisabeth de Palatinat-Deux-Ponts (en) (1642–1677) épouse en 1667 le Prince Victor-Amédée d'Anhalt-Bernbourg
- Christine Louise Juliana (1643–1652)
- Frédéric-Louis (1644–1645)
- Sophie-Amélie de Palatinat-Deux-Ponts (1646–1695) qui épouse en 1678 comte Siegfried de Hohenlohe-Weikersheim (1619–1684) puis en 1685 le comte palatin Jean Charles de Palatinat-Gelnhausen
- Éléonore-Auguste (1648–1658)
- Charles-Gustave (1649–1650)
- Catherine-Charlotte (1651–1652)
- Charlotte-Frédérique de Palatinat-Deux-Ponts (1653–1712) qui épouse en 1672 le comte palatin Guillaume-Louis de Deux-Ponts-Landsberg (1648–1675)
- fils (1656–1656)